# 井村久美子
井村久美子（日语：／ Imura Kumiko，1981年1月10日—），旧姓池田，日本女子跳远运动员。她曾获得2006年亚洲运动会女子跳远金牌。她也参加了2008年夏季奥林匹克运动会。